# 托马斯·林克
托马斯·林克（德語：Thomas Linke，1969年12月26日—），前德国足球运动员，司职中堅，退役前效力于德甲豪门拜仁慕尼黑的预备队伍，拜仁慕尼黑二队。

## 生平
林克曾效力德甲的沙尔克04，至1998年改投拜仁慕尼黑，在那里他达到了职业生涯的顶峰，贏得了5屆德甲聯賽冠軍。2001年，林克作为主力中卫协助拜仁打入欧洲冠军杯决赛，在圣西罗球场对垒西甲球队巴伦西亚。两队在120分钟内战成1-1。在互射点球中，林克罚入关键的第7球，帮助拜仁以5-4击败巴伦西亚，获得历史上第4个欧洲冠军杯，林克也达到了个人职业生涯的顶峰。
林克也作为德国国家队的重要成员，参加了2000年欧洲国家杯及2002年世界杯。林克在2002年世界杯对垒时攻入了他职业生涯唯一的国家队进球，助德国队以8-0大胜。该届世界杯林克作为首发打满了7场比赛，仅在决赛中负于巴西，帮助德国队获得亚军。

## 荣誉
- 德甲联赛冠軍：1998/99年，1999/00年，2000/01年，2002/03年，2004/05年；亞軍：2003/04年；
- 德国杯冠軍：1999/00年，2002/03年，2004/05年；亚军：1998/99年；
- 德国联赛杯：1998年，1999年，2000年，2004年；
- 奥超联赛冠軍：2006/07年；亞軍：2005/06年；
- 欧洲冠军联赛冠軍：2000/01年；亞軍：1998/99年；
- 欧洲联盟杯冠軍：1996/97年；
- 欧洲超级杯亚军：2001年；
- 洲際盃冠軍：2001年；
- 世界杯亚军：2002年；